# Beaurecueil
Beaurecueil (okzitanisch Beurecuelh) ist eine französische Gemeinde mit 595 Einwohnern (Stand 1. Januar 2022) im Département Bouches-du-Rhône in der Region Provence-Alpes-Côte d’Azur.

## Geografie
Beaurecueil liegt acht Kilometer östlich vom Zentrum von Aix-en-Provence. Weitere Nachbarorte sind Le Tholonet, Puyloubier und Saint-Antonin-sur-Bayon. Zu Beaurecueil gehört die ehemals selbstständige Gemeinde Roques-Hautes.

## Sehenswürdigkeiten
- Kirche Mariä Verkündigung
- Schloss mit Turm aus dem 15. Jahrhundert

## Demografie

### Bevölkerungsentwicklung
| Jahr      | 1962 | 1968 | 1975 | 1982 | 1990 | 1999 | 2007 | 2016 |
| Einwohner | 335  | 259  | 391  | 458  | 510  | 568  | 610  | 578  |

### Altersstruktur
Nur 21 Prozent der Bevölkerung sind 19 Jahre alt oder jünger, dieser Wert liegt unter dem französischen Durchschnitt. Mit einem Anteil von 19 Prozent ist die Zahl der Personen, die 75 Jahre und älter sind, fast genau so hoch. Dieser Wert liegt deutlich über dem Landesdurchschnitt.